# チャリャ
チャリャ または チャジャ (challa) は、南米アンデス地域の人々が行なう、宗教的儀式である。インカの時代以前から現在に至るまで信仰され続けている大地の神パチャママに供物を捧げる儀式で、現代ではカトリックの謝肉祭にあわせて灰の水曜日の前日に行なわれる事が多い。この日はしばしば「チャリャの火曜日 (Martes de challa)」と呼ばれる。
チャリャでは、酒を地面にこぼしたり、食べ物を地面に埋めたり、キャンディなどを撒いたりする。また、ヤティリス (yatiris) と呼ばれる呪術医が、テンジクネズミやリャマの胎児を生贄として大地に埋める儀式を執り行う事もある。（しかし、これは現在ではほとんど行なわれなくなってきている。）
また、年末に、その一年間に新しく入手したものを色紙などで飾り付け、酒をふりかけて祝うということが行なわれるが、これもチャリャと呼ばれる。
さらに、結婚式などの祝い事で乾杯をする際、飲む前に少量を地面にこぼすという習慣があるが、これもチャリャと呼ばれる。特にチチャを飲む際にチャリャを行なう事が多い。
いずれも、新しいものの入手や良い食べ物、良い酒ができた事をパチャママに報告し感謝する儀式である。スペイン人による侵略によりインカとそれ以前の宗教文化がことごとく消滅してしまった現代においても、この慣習だけはアンデスの人々に広くのこっている。ただし、多くの人にとっては、パチャママを意識する事はあっても、いわゆる宗教的な儀式という認識ではなく、単なる慣習として行なわれている。